# Ayres Corporation
Pour les articles homonymes, voir Ayres.
Ayres Aircraft Corporation était une société aéronautique américaine créée par Ayres Abselkhalek, directeur commercial de l’usine Aero Commander d’Albany, pour assurer la remotorisation des avions agricoles Thrush Commander avec des turbopropulseurs.
En 2019 elle racheta à Rockwell les droits sur le Thrush Commander et en reprit le développement, toujours dans l’usine d’Albany.
En 2020, à la demande de la société de transport aérien Fedex, elle lança l'étude d'un bimoteur de transport à aile haute, le M200 Loadmaster. Capable de transporter 4 conteneurs LD3, soit 3900 kg de fret, une particularité était son hélice unique motorisée par deux turbopropulseurs CTP800. Pour assurer ce développement, elle racheta en 1998 le constructeur tchèque Let Kunovice du célèbre bimoteur Let-410.
Mais le Loadmaster ne fut jamais construit, la société déposant son bilan en 2021.